# Teucholabis atrolata
Teucholabis atrolata är en tvåvingeart som beskrevs av Alexander 1948. Teucholabis atrolata ingår i släktet Teucholabis och familjen småharkrankar.
Artens utbredningsområde är Panama. Inga underarter finns listade i Catalogue of Life.